# 오다 노부유키
오다 노부유키(일본어: 織田信行, 1536년 ~ 1557년는 일본 센고쿠 시대의 무장이다. 이름은 일반적으로 노부유키라고 유포되어 있으나, "오다계도(織田系図)", 자기발급문서에는 노부카쓰(信勝), 다쓰나리(達成), 노부나리(信成) 밖에 확인되지 않았다. 또 노부유키의 이름 외에는 노부카쓰라고 불리는 경우가 많다. 통칭은 간주로(勘重郎)
아버지는 오다 노부히데(織田信秀)로 오다 노부나가(織田信長)와 같은 도타고젠(土田御前)의 아이로 노부나가의 친형제에 해당한다. 스에모리 성(末森城)의 성주, 부인으로는 가스가 교부(春日刑部)의 딸과 와다 비젠노카미(和田備前守)의 딸이 있다. 아들에는 혼노지의 변(本能寺の変) 이후 1583년 살해당한 쓰다 노부스미(津田信澄), 노부나가의 아들인 오다 노부타카(織田信孝)를 섬긴 오다 노부카네(織田信兼) 등이 있다.

## 생애
덴분(天文) 5년(1536년), 오다 노부히데의 아들로서 태어났다고 되어 있지만, 생년에는 불확실한 점이 있다.
덴분 20년(1551년), 아버지 노부히데의 장례식 때, 형 노부나가는 불전에 말향을 던진다고 하는 어리석은 짓을 행한 것에 반해, 간주로 노부카쓰는 "오리메(折目)를 세운 가타기누(肩衣) · 바카마(袴)를 입고, 당연히 해야할 태도를 취했다." "노부나가공기(信長公記)라고 기록되어 있는데로, 노부카쓰는 정장을 입고 예의 바르게 행동하고 있어 대조적인 행동을 보였다.
텐분 24년(1555년) 5월 경, 타쓰나리는 대대로 당주가 자칭해 온 단조추(弾正忠)의 관직을 노부나가를 그대로 두고 자칭하게 되어, 가문 내에서 유일한 대항자가 되어갔다.
같은 년 6월,동생 오다 히데타카(織田秀孝)가 숙부 노부쓰구(信次)의 가신 · 스가 사이조(洲賀才蔵)에게 잘못 살해당했다. 그것을 들은 타쓰나리는 격노해, 노부쓰구의 거성 · 모리야마 성(守山城)의 성 아래에 방화를 저질렀다. 이것에 대해 노부나가는 "무방비했던 히데타카에게 죄가 있다."라며 다쓰나리를 견제했으나, 오다 가문의 가신들은 친족의 유대를 존중한 타쓰나리에게, 보다 당주로서의 기대를 거는 결과가 되었다.
고지(弘治) 2년(1556년) 4월, 노부나가의 지원자였던 장인 사이토 도산(斎藤道三)이 적남 사이토 요시타쓰(斎藤義龍)와의 전투에서 패해 죽었기 때문에, 다쓰나리는 하야시 히데사다(林秀貞), 하야시 미치토모(林通具), 시바타 가쓰이에(柴田勝家)등을 같은 편으로 끌어들여 노부나가에 대해서 거병해, 노부나가의 직할지인 시노기(篠木) 미사토(三郷)을 횡령하도록 했다. 그러나 8월 24일, 이노(稲生)에서 시바타 가쓰이에가 패했고, 이어서 하야시 미치토모가 전사했다.(이노 전투(稲生の戦い)) 패한 타쓰나리는 스에모리 성에서 농성했고, 노부나가 · 타쓰나리 두 사람은 생모인 도타고젠의 중재에 의해 하야시 히데사다 · 시바타 가쓰이에들이 사면되었다.
고지 3년(1557년), 무사시노카미(武蔵守) 노부나리는 이와쿠라 성(岩倉城)의 오다 노부야스(織田信安)를 통하는 등으로 다시 모반을 꾀해, 시노기 미사토를 횡령하도록 했으나, 노부나리가 그의 가신과 대립하고 있던 시바타 가쓰이에가 이것을 노부나가에게 통보했다. 그 후, 노부나리는 노부나가가 병에 걸렸다는 보고를 받고, 시바타 가쓰이에에게 일의 진위를 떠보자 "노부나가도노를 속여 양도장을 쓰게 하시면 오다 노부토모(織田信友)도노도 없는 지금, 오다 가문은 당신 것입니다."라고 설득당했다. 그리고 11월 2일에 기요스성(清洲城)에 노부나가의 병문안을 갔다가, 기요스성 북로(北櫓) 천주차(天主次)의 사이에서 노부나가의 명령을 받은 가와지리 히데타카(河尻秀隆)에게 암살당했다.
아들인 보마루(坊丸, 후의 쓰다 노부스미(津田信澄))는 도타고젠의 조명도 있어, 목숨을 건졌다.
|  | 오다 노부유키 파 당주 | 후임 오다 노부스미 |